# Adenanthera aglaosperma
Adenanthera aglaosperma är en ärtväxtart som beskrevs av Arthur Hugh Garfit Alston. Adenanthera aglaosperma ingår i släktet Adenanthera och familjen ärtväxter. IUCN kategoriserar arten globalt som sårbar. Inga underarter finns listade i Catalogue of Life.